# 埃爾金主教座堂

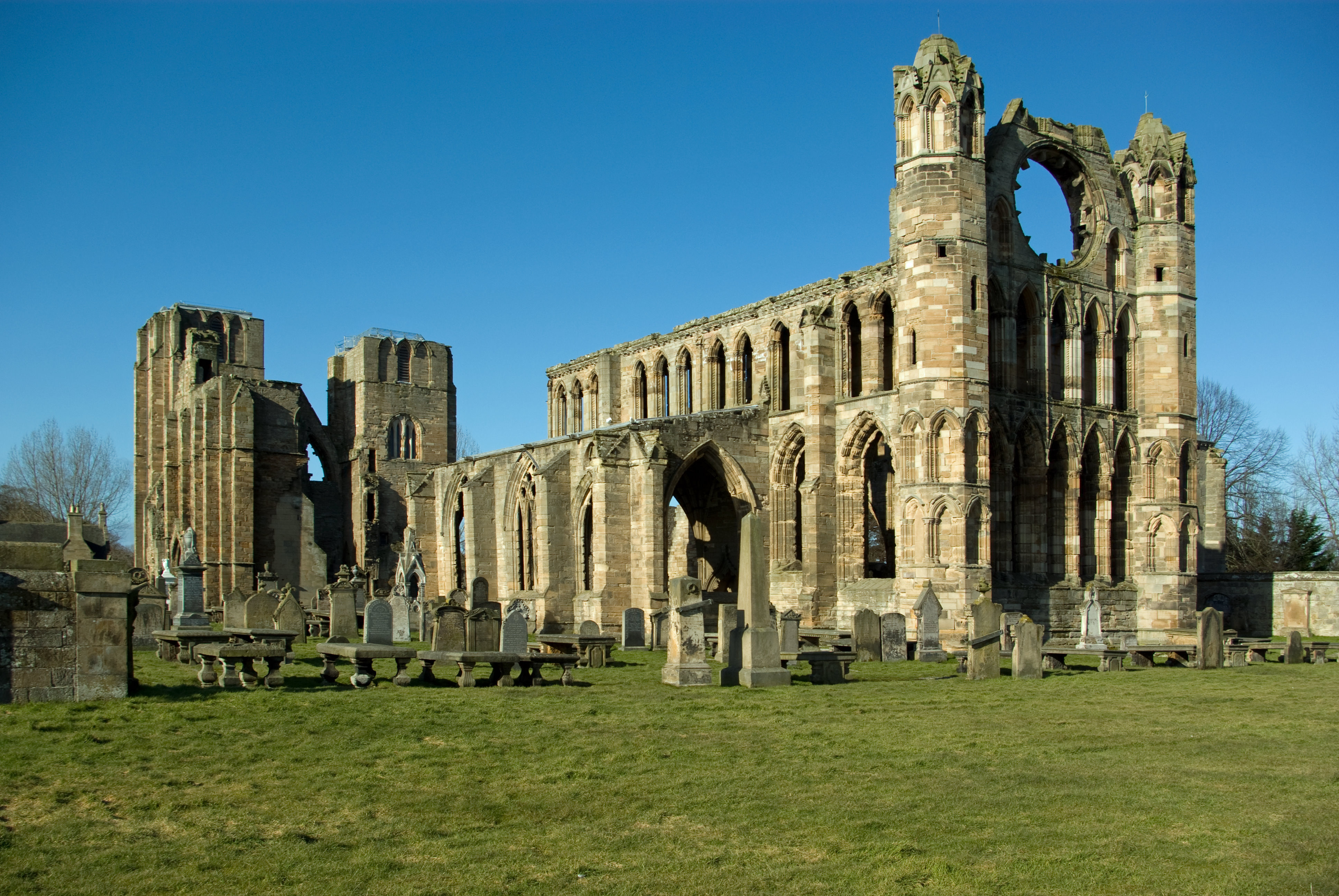
埃爾金主教座堂

埃爾金主教座堂（Elgin Cathedral）是英國蘇格蘭東北部埃爾金的一座教堂遺跡。這座教堂始建於1224年。1270年，該教堂發生大火。此後的重建大幅擴張了教堂的規模。然而在1390年和1402年，教堂再次遭到破壞。1560年蘇格蘭宗教改革之後，這座教堂被遺棄。現在這座教堂是蘇格蘭的A級保護建築。

## 外部連結
- 埃爾金主教座堂 - site information from Historic Scotland
- Photos of Elgin Cathedral
- Firth's Celtic Scotland （页面存档备份，存于）
- Engraving of Elgin Cathedral in 1693 （页面存档备份，存于） by John Slezer at National Library of Scotland

57°39′02″N 03°18′20″W / 57.65056°N 3.30556°W